# Erkölcs
Az erkölcs fogalma alatt egy adott társadalom által régebbi tapasztalatok alapján összegyűjtött és helyesnek ítélt viselkedési szabályok összességét értjük. A jogon kívül a legerősebb elfogadott normafajta.
Az erkölcs szabályai a társadalmi normák egyik típusát jelentik. Más megfogalmazás szerint az erkölcs azon elvek összessége, amelyek a helyes és helytelen, a társadalmi jó és rossz megkülönböztetését segítik a cselekvés szintjén.
Az erkölcs eredeti jelentése ennél tágabb körű volt: általában jelentette egy személy magatartásának módját, ezért jelentéstartalma és színezete az előtte alkalmazott jelzőtől függött (például „lovagi erkölcs”, „szerzetesi erkölcs”, „polgári erkölcs”, „paraszti erkölcs” vagy összetett jelzőként „jó erkölcsű”, „feslett erkölcsű” stb.)
Ez utóbbi szóhasználat mai maradványa a jogban ismert "jó erkölcsbe ütköző" kifejezés.
Az erkölccsel kapcsolatos felfogások a történelem folyamán gyakran változtak és ma is különböző erkölcsi nézetek élnek egy időben. A közösségi szinten elfogadott úgynevezett közerkölcs szabályai társadalmi csoportonként, kultúránként, országonként, régiónként változnak.
Az erkölcs (a latin moralitas 'mód, jellem, helyes viselkedés' szóból) a szándékok, döntések és cselekedetek megkülönböztetése a helyesnek  és helytelennek  minősített szándékok, döntések és cselekedetek között. Helyes és helytelen azonosítható az ártó és nem ártó cselekedetekkel. Az erkölcs lehet egy adott filozófia, vallás vagy kultúra magatartási kódexéből származó normák vagy elvek összessége, vagy származhat olyan normából, amelyről az ember úgy véli, hogy általános érvényűnek kell lennie. Az erkölcs a „jóság” vagy a „helyesség” szinonimája is lehet.
Az erkölcsfilozófia magában foglalja a meta-etikát, amely olyan absztrakt kérdéseket tanulmányoz, mint a morális ontológia és a morális episztemológia, valamint a normatív etikát, amely az erkölcsi döntéshozatal konkrétabb rendszereit tanulmányozza, mint a deontológiai etika és a következményelvűség. A normatív etikai filozófia egyik példája az az aranyszabály, amely kimondja: „Úgy kell bánni másokkal, ahogyan az ember szeretné, ha mások bánnának vele.”
Az erkölcstelenség az erkölcsiséggel való aktív szembenállás (azaz a jó vagy helyes ellenzése), míg az amoralitás különböző meghatározások szerint az erkölcsi normák vagy elvek valamelyikével szembeni tudatlanság, közömbösség vagy hitetlenség.

## Néhány erkölcsi alapelv
Az erkölcs forrásaitól és filozófiai megítélésétől függetlenül felismerhető néhány nyilvánvaló általános alapelv:
1. Ahhoz, hogy az emberiség képes legyen a tudásából következő megnövekedett felelősségének megfelelni, társadalmán belül fejlett közösségi szellemre és erkölcsre van szüksége. A közösségi szellem, közös akaratot, közös távlati célt jelent, valamint hatékony együttműködést ennek megvalósításában, a közös erkölcs pedig olyan értékrendet, amely viszonyítási alapot szolgáltat a helyes és helytelen, hasznos és káros cselekedetek megítéléséhez.
2. Minden egyes ember része annak a rendszernek, amelyet bioszférának, illetve azon belül emberi társadalomnak nevezünk. Életének minden egyes mozzanata hatással van erre a rendszerre. Fontos lenne, hogy tudatunk segítségével képesek legyünk felmérni, előrejelezni élettevékenységünk hatásait, és ennek megfelelően próbáljuk kedvező irányba befolyásolni a folyamatokat. Ehhez természetesen rendelkeznünk kell valamilyen elképzeléssel (modellel) a világról, és rendelkeznünk kell valamilyen elképzeléssel arról, hogy mit tekintünk kedvező vagy kedvezőtlen irányú folyamatnak (jövőkép).
3. Az egyes jelenségek, személyek tevékenysége, cselekedetei erkölcsi megítélésében célszerűnek látszik néhány szempontot figyelembe venni:
  - Közismerten erkölcstelennek tekintett cselekmények elkerülése önmagában nem jelent megoldást a problémákra.
  - Erkölcstelen viszont csakis egy konkrét cselekedet lehet. Erkölcstelen személyről, személyek csoportjáról vagy tárgyakról beszélni a legtöbb esetben értelmetlen. Cselekedetnek lehet viszont tekinteni valamilyen mulasztást is.
  - Csak tudatos és szándékos cselekedet lehet erkölcstelen és csak olyan mértékben amilyen mértékben a következménye előre tudott és szándékolt volt.
  - Csak olyan cselekedet lehet erkölcstelen, amelyet a cselekvő szabad akaratából követ el és amelynek elkerülésére (vagy kevésbé rossz alternatíva választására) lehetősége volt.

## Etika

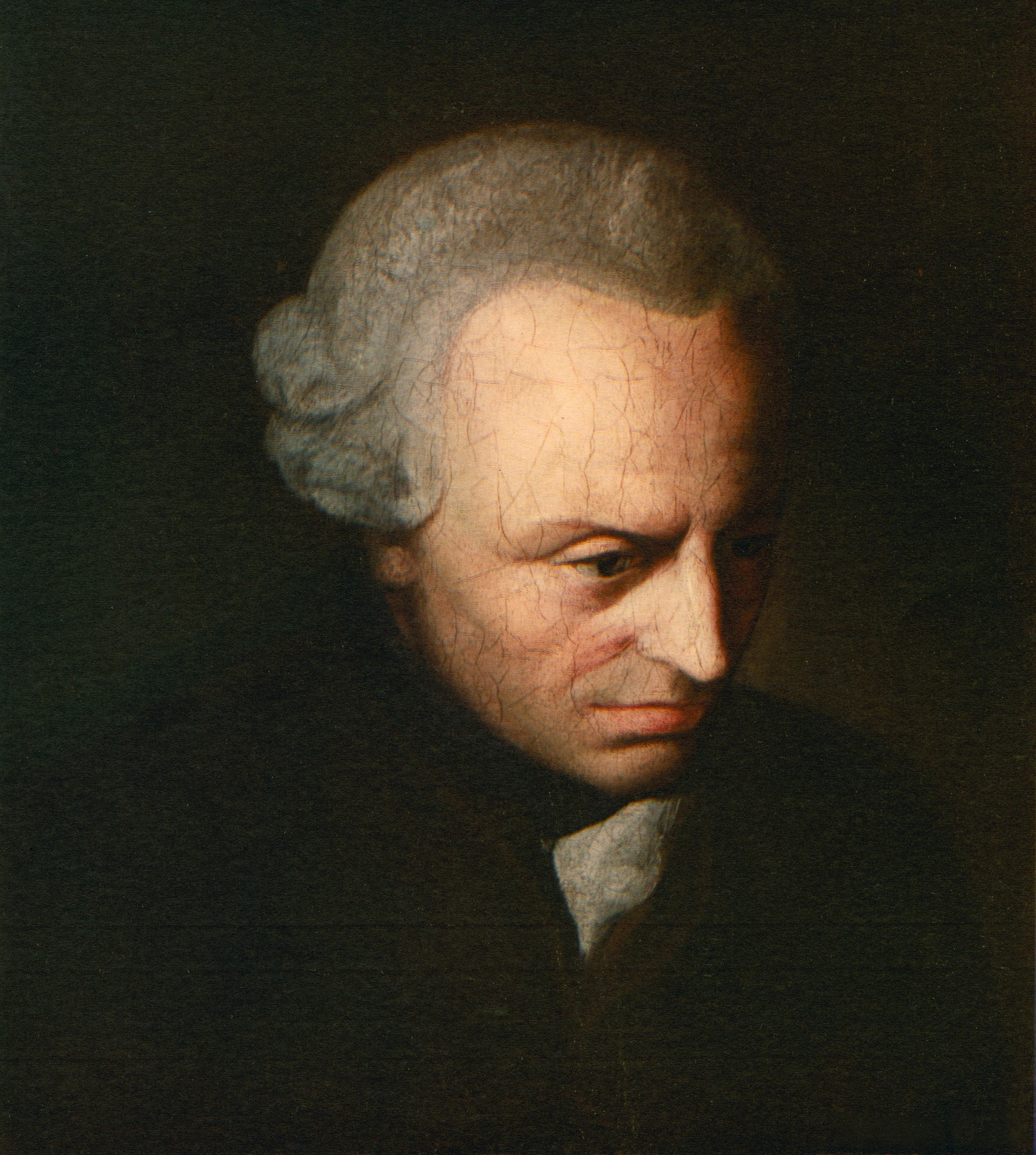
Immanuel Kant vezette be a kategorikus imperatívusz: "Csak olyan maximának megfelelően cselekedj, amellyel egyúttal azt is akarhatod, hogy az egyetemes törvénnyé váljon"

Az etika (más néven morálfilozófia) a filozófia azon ága, amely az erkölcsiség kérdéseivel foglalkozik. Az „etika” szót általában felcserélhetően használják az „erkölcsiséggel”, és néha szűkebben használják egy adott hagyomány, csoport vagy egyén erkölcsi elveire. Hasonlóképpen, az etikai elméletek bizonyos típusai, különösen a deontológiai etika, néha különbséget tesznek etika és erkölcs között: „Bár az emberek erkölcse és etikája ugyanazt jelenti, létezik egy olyan használat, amely az erkölcsöt az olyan rendszerekre korlátozza, mint amilyen Immanuel Kanté, amely olyan fogalmakon alapul, mint a kötelesség, a kötelezettség és a magatartási elvek, és az etikát a gyakorlati érvelés inkább Arisztotelészi megközelítésének tartja fenn, amely az erény fogalmán alapul, és általában kerüli az "erkölcsi" megfontolások elkülönítését más gyakorlati megfontolásoktól”
Az etika, az erkölcs és a humanizmus kínai tárgyalását lásd Konfuciusz, Lao-ce és a Tao-tö-king.

## Leíró és normatív erkölcs
Az " erkölcs" személyes és kulturális értékrend, egyfajta magatartási kódex vagy társadalmi viselkedési elvárások a  társadalomban érvényes viselkedési elvárásokat tartalmazó magatartási kódexek amely egyéni és társadalmi szinten is alkalmazott és elfogadott. Nem foglal állást, hogy egy magatartás helyes vagy helytelen, csak arra utal, hogy mit tartanak helyesnek vagy helytelennek. A leíró etika a filozófiának az az ága, amely az erkölcsöt ebben az összefüggésben tanulmányozza..
A normatív értelemben az erkölcs arra utal, ami  valójában helyes vagy helytelen, ami független lehet az egyes népek vagy kultúrák által vallott értékektől vagy erkölcsökről. A normatív etika a filozófiának az az ága, amely az erkölcsöt ebben az értelemben tanulmányozza.

## Realizmus és antirealizmus
Az erkölcs természetéről és eredetéről szóló filozófiai elméletek (azaz a meta-etika elméletei) nagyjából két osztályba sorolhatók:
- Az erkölcsi realizmus az elméletek azon osztálya, amely szerint léteznek olyan igaz erkölcsi kijelentések, amelyek objektív erkölcsi tényeket közölnek. Például, bár elismerik, hogy a társadalmi konformitás erői jelentősen alakítják az egyének "erkölcsi" döntéseit, tagadják, hogy ezek a kulturális normák és szokások határozzák meg az erkölcsileg helyes viselkedést. Ezt a filozófiai nézetet képviselhetik az etikai naturalisták, azonban nem minden erkölcsi realista fogadja el ezt az álláspontot (pl. etikai nem-naturalisták).[12]
- Az erkölcsi antirealizmus ezzel szemben azt vallja, hogy az erkölcsi kijelentések vagy nem képesek rá, vagy meg sem próbálnak objektív erkölcsi tényeket közölni. Ehelyett azt állítják, hogy az erkölcsi mondatok vagy kategorikusan hamis állítások objektív erkölcsi tényekről; inkább szubjektív attitűdökről szóló állítások, mint objektív tényekről (etikai szubjektivizmus); vagy pedig egyáltalán nem is próbálják leírni a világot, hanem valami mást, például egy érzelem kifejezését vagy egy belső parancs, késztetés kiadását (nem-kognitivizmus).

A nem-kognitivizmus és az etikai szubjektivizmus egyes formái, bár az itt használt robusztus értelemben antirealistának tekinthetők, a morális univerzalizmus szinonimájaként realistának tekinthetők. Például az univerzális preskriptivizmus a nem-kognitivizmus egy univerzalista formája, amely azt állítja, hogy az erkölcsöt a hallgatólagos imperatívuszokról való gondolkodásból vezetik le, és az isteni parancs elmélet és az ideális megfigyelő elmélet az etikai szubjektivizmus univerzalista formái, amelyek azt állítják, hogy az erkölcs egy isten rendeleteiből, illetve egy tökéletesen racionális lény hipotetikus rendeleteiből vezethető le.

## Fordítás
Ez a szócikk részben vagy egészben  a   Morality című angol Wikipédia-szócikk ezen változatának fordításán alapul.  Az eredeti cikk szerkesztőit annak laptörténete sorolja fel. Ez a jelzés csupán a megfogalmazás eredetét és a szerzői jogokat jelzi, nem szolgál a cikkben szereplő információk forrásmegjelöléseként.